# Меаньйо
Меаньйо (гал. Meaño, ісп. Meaño) — муніципалітет в Іспанії, у складі автономної спільноти Галісія, у провінції Понтеведра. Населення — 5465 осіб (2009).
Муніципалітет розташований на відстані близько 480 км на північний захід від Мадрида, 11 км на захід від Понтеведри.

## Демографія
Динаміка населення (INE ):

## Галерея зображень

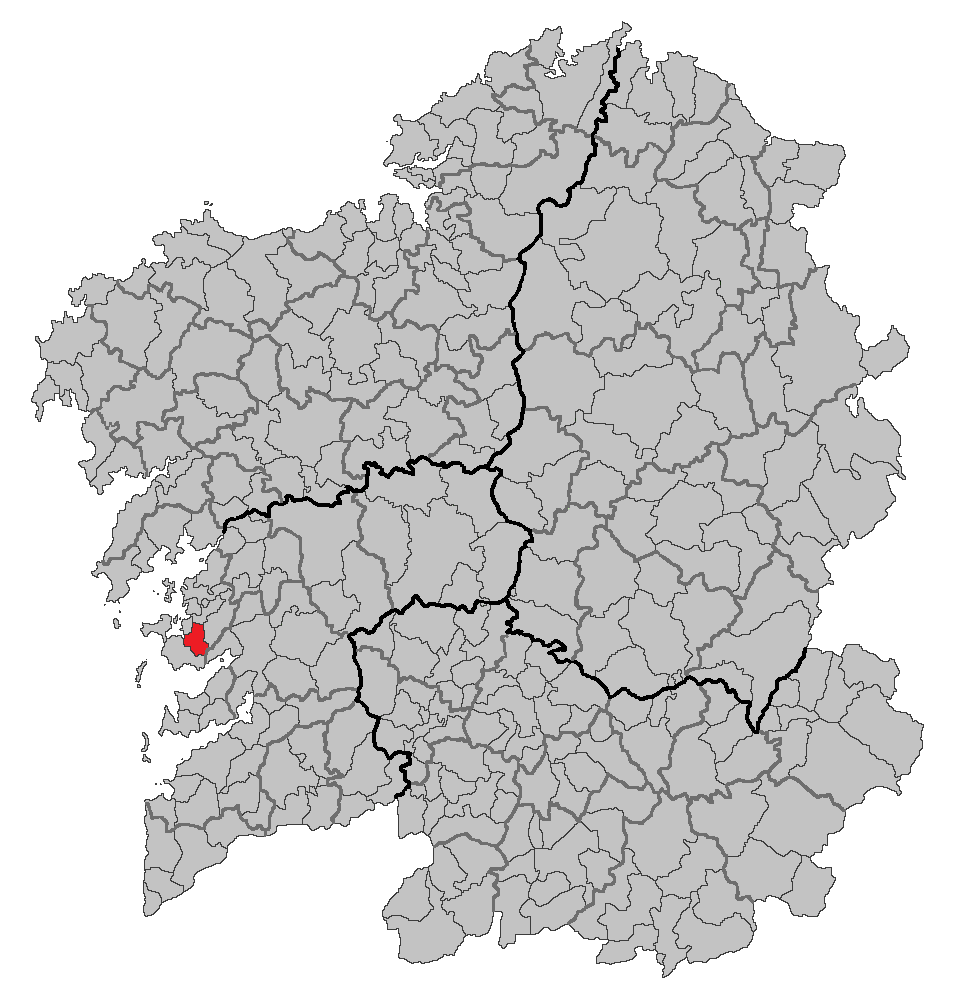
Розташування муніципалітету